# Lara Logar
Lara Logar. född 12 mars 2003 i Zagorje ob Savi, är en slovensk backhoppare. Logar har två medaljer från lagtävlingar i Juniorvärldsmästerskapen i nordisk skidsport. Ett guld från Zakopane 2022 och ett silver från Oberwiesenthal 2020. Hon debuterade i världscupen i backhoppning i januari 2021 i Ljubno ob Savinji.